# LG GC900
L'LG-GC900 (conosciuto e commercializzato come LG Viewty Smart) è un telefono cellulare prodotto da LG Electronics. È stato messo in commercio nel giugno 2009 in sostituzione dell'LG Viewty.